# Zavtra byla vojna
Zavtra byla vojna (Завтра была война) è un film del 1987 diretto da Jurij Kara.

## Trama
Il film racconta gli studenti delle scuole superiori sovietiche che stanno cercando di essere membri corretti di Komsomol, i cui genitori diventano improvvisamente nemici del popolo.